# Маршам, Майкл Генри, 7-й граф Ромни
Майкл Генри Маршам, 7-й граф Ромни (англ. Michael Henry Marsham, 7th Earl of Romney; 22 ноября 1910 — 5 июня 2004) — британский пэр.

## Биография
Родился 22 ноября 1910 года на ферме Уошпит в поместье Роам-Холл, недалеко от Кингс-Линн в графстве Норфолк. Единственный сын Реджинальда Гастингса Маршама (1865—1922), второго сына Чарльза Маршама, 4-го графа Ромни (1841—1905). Его матерью была Дора Гермиона Норт (? — 1923). В возрасте 12 лет лишился отца и матери.
Он получил образование в Шерборнской школе, частной школе-интернате в Шерборне, графство Дорсет.
Он работал управляющим поместьем, принадлежавшим Шейну О’Нилу, барону О’Нилу, расположенном в Рандалстауне, графство Антрим, Северная Ирландия.
Во время Второй мировой войны Майкл Генри Маршам служил майором Королевской артиллерии британской армии и находился в графстве Лондондерри.
С 1945 по 1963 год продолжил работать управляющим поместьем в Рандалстауне, затем вернулся в Норфолк, где поселился в поместье Гейтон-Холл.
6 сентября 1975 года после смерти своего двоюродного брата, Чарльза Маршама, 6-го графа Ромни (1892—1975), Майкл Генри Маршам унаследовал титулы 7-го графа Ромни, 9-го барона Ромни, 7-го виконта Маршама и 13-го баронета Маршама из Уорнс-Плейс.
Он занимал свое место в Палате лордов с 1975 по 1999 год, когда он лишился места в Палате лордов после принятия Акта о Палате лордов 1999 года . Он проработал в Палате лордов 25 лет и ни разу не произнес ни одной речи.
Охотник на лис. Участвовал в марше Сельского альянса в сентябре 2002 года, когда 400 000 человек прошли маршем в Лондоне, защищая интересы сельских жителей Великобритании. Он был президентом Морского общества.

## Личная жизнь
28 июня 1939 года Майкл Маршам женился на Фрэнсис Эйлин Лэндейл (? — 2 октября 1995), дочери капитана Джеймса Рассела Лэндейла и Лилиан Констанс Шейлы Уокер. Их брак был бездетным.
7-й лорд Ромни скончался 5 июня 2004 года в возрасте 93 лет в своем доме на ферме Венсум, Вест-Радэм, Норфолк. Ему было девяносто три года. Его титул был унаследован его дальний родственник, Джулиан Чарльз Маршам (род. 1948), ставший 8-м графом Ромни.